# Märkisches Museum Witten
Das Märkische Museum Witten ist ein Museum in Witten. Es präsentiert vor allem moderne deutsche Malerei.

## Geschichte

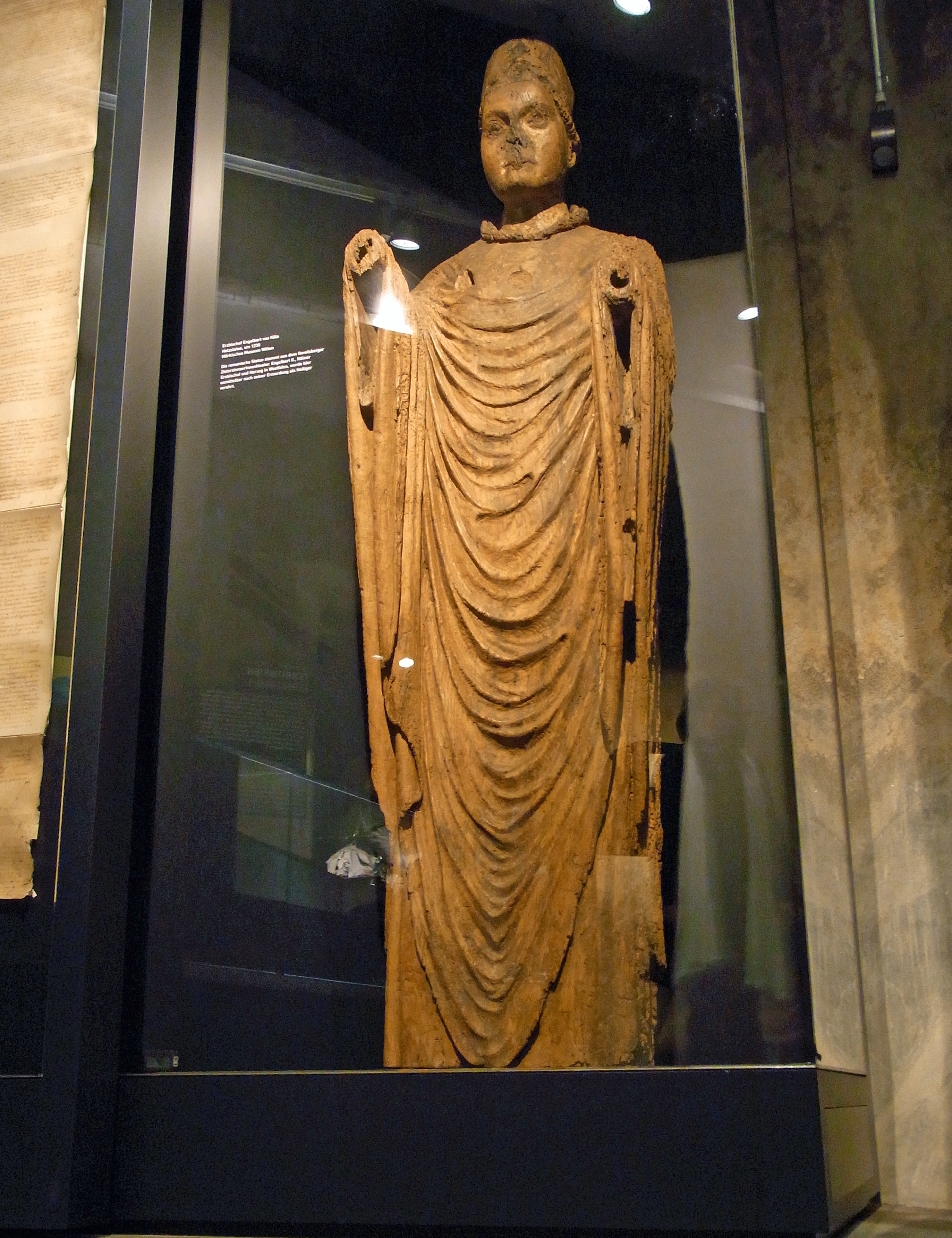
Engelbert-Statue

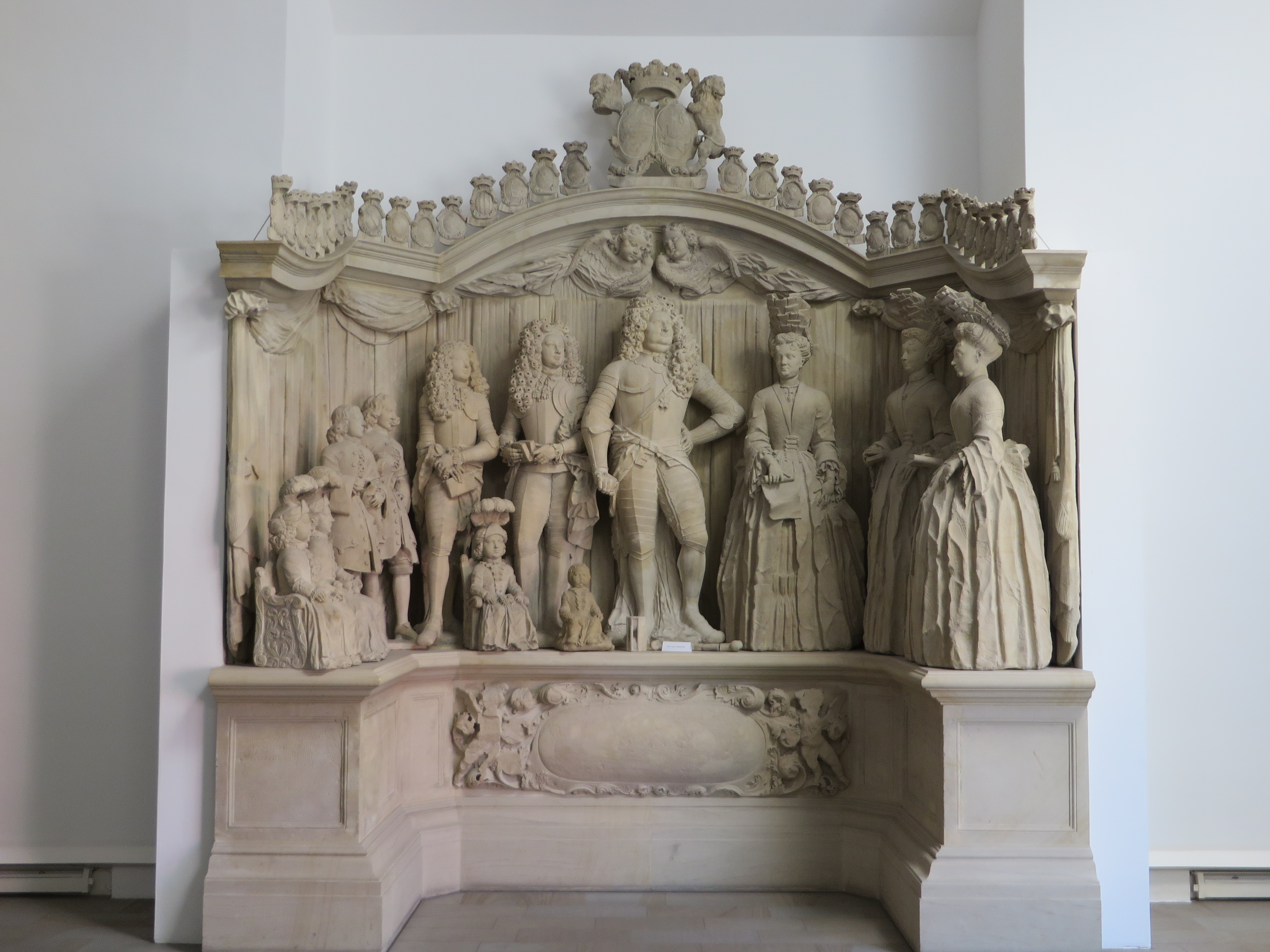
Strünkede-Grabmal (Foto: 2016)

Das Märkische Museum wurde als industrie-, gewerbe- und montangeschichtliches, insgesamt als historisches Heimatmuseum vom Verein für Orts- und Heimatkunde in der Grafschaft Mark (VOHM) 1886 gegründet. Nach drei provisorischen Standorten erbaute der VOHM 1909 bis 1911 mit Hilfe einer Stiftung des Fabrikanten Friedrich Lohmann das Märkische Museum an der heutigen Husemannstraße. Es vereinigte paläontologische, geologische, mineralogische, biologische und kulturhistorische Sammlungen (zu den letzteren zählten u. a. die Engelbert-Statue und das Strünkede-Grabmal). Eine gewerbe- und industriehistorische Sammlung glückte nicht. Den Sammlungen wurde eine umfangreiche Bibliothek zur Ortsgeschichte und zur Geschichte Westfalens, zur Rechts-, Kirchen- und Medizingeschichte hinzugefügt. Ein wesentlicher Bestandteil der Sammlungen wurde das Archiv (u. a. mit den ältesten Unterlagen zur Wittener Geschichte und zur Zeitungsgeschichte der Region). Später kamen eine Münz- und Medaillensammlung hinzu (deutsche (geistliche) Territorien vor 1800, Medaillen zu den Themen Otto von Bismarck, Luftfahrt, Christine von Braunschweig, Ehefrau Kaiser Karls VI.). Kunst wurde bis in die 1920er Jahre nur insoweit gesammelt, als sie auf die Region bezogen war und historische Zustände dokumentierte. Darüber hinausgehende Kunstausstellungen waren in der Regel als Verkaufsausstellungen konzipiert, durch die der Verein als Träger des Museums über Provisionen verdiente und sich damit zusätzlich zu finanzieren suchte.
Peter Emil Noelle, damals Direktor des Wittener Ruhr-Gymnasiums und Vorsitzender des VOHM, verlegte als Museumsdirektor den Sammlungsschwerpunkt auf moderne deutsche Malerei. Als jedoch 1937 der Stern des Reichspropagandaministers Joseph Goebbels, der bestimmte Vertreter des Expressionismus protegiert hatte, zu sinken begann und der Parteiideologe Alfred Rosenberg über ihn obsiegte, wurde auch Noelles Stellung in Witten trotz seiner nationalsozialistischen Überzeugung unhaltbar. Er hatte auf die Goebbels-Richtung gesetzt.
1937 wurden in der NS-Aktion „Entartete Kunst“ aus dem Bestand des Museums nachweislich 36 Kunstwerke beschlagnahmt. Einige davon wurden anschließend vernichtet. Die Nationalsozialisten setzten auf ein in ihrem Sinne arbeitendes historisches Museum, doch formte sich diese Richtung kriegsbedingt nicht aus. 1944 übereignete der damalige „Vereinsführer“, Oberbürgermeister Karl-August Wietfeld, das dem VOHM gehörende Märkische Museum samt den Sammlungen der Stadt Witten.
Wilhelm Nettmann, Leiter des Museums von 1953 bis 1978, setzte die Arbeit im Bereich der modernen Kunst fort. In seiner Amtszeit wurde das Museum um die benachbarte Villa Berger erweitert, die heute das Kulturforum Witten beherbergt.

Unter dem Nachfolger Wolfgang Zemter, Leiter des Hauses von 1978 bis 2009, wurde das Museum von 1985 bis 1988 geschlossen, restauriert und deutlich erweitert. Es wurde das Prinzip der offen konzipierten Räume aufgenommen, um die dialogische Struktur der Sammlungspräsentation mit zeitgenössischen Mitteln fortzusetzen.
Im Oktober 2014 begann der Bau eines Anbaus für die Bibliothek Witten, welchen diese 2016 bezog.

## Architektur

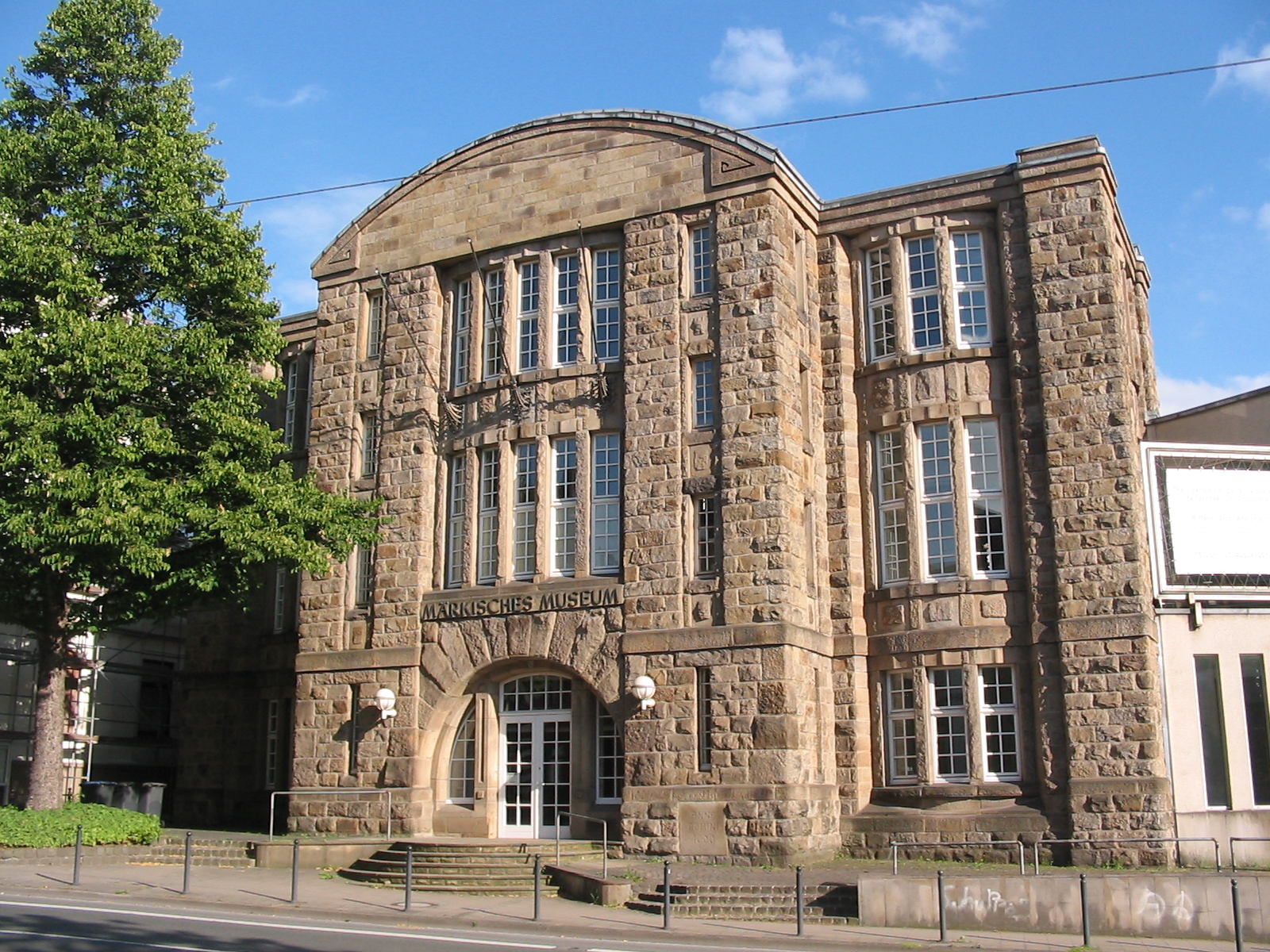
Märkisches Museum (2013)

Das Märkische Museum wurde 1909–1911 nach Plänen von Carl Franzen als Betonbau errichtet. Die Fassade aus Ruhrsandstein sollte den Eindruck eines massiven Mauerwerks erwecken. Der Grundriss ist dem einer dreischiffigen Kirche nachempfunden. Seit 1984 ist das Museum als Baudenkmal in der städtischen Denkmalliste aufgeführt.

## Sammlung
Entsprechend seiner Gründungstradition lag der Schwerpunkt der Sammlung zunächst auf kulturhistorischen Gütern aus dem Bereich der Grafschaft Mark, die durch den Verein für Orts- und Heimatkunde in der Grafschaft Mark zusammengetragen worden waren. Bei der Besitzübertragung an die Stadt Witten gingen große Teile dieser Sammlung in den Besitz der Stadt über. Dazu zählen neben der Statue des Erzbischofs Engelbert I. von Köln (um 1230, derzeit an die Dauerausstellung des Ruhr Museums Essen ausgeliehen) auch das Grabmal der Familie Strünkede (sog. Strünkede-Gruppe, 16. Jh.), welche bis heute die wohl bedeutendsten Kunstobjekte der Sammlung sind.
Den Kern der kunsthistorischen Sammlung bilden etwa 4.000 Gemälde, Skulpturen und Grafiken der modernen Malerei des 20. Jahrhunderts in Deutschland. Das Museum verfügt über Werke verschiedener bedeutender Expressionisten, darunter Gemälde von Max Pechstein, Ernst Ludwig Kirchner, Emil Nolde, Erich Heckel, Conrad Felixmüller, August Macke, Gabriele Münter und Heinrich Campendonk. Besonderes Interesse gilt den westfälischen Expressionisten Wilhelm Morgner und Christian Rohlfs.
Weitere Sammlungsschwerpunkte bilden die Neue Sachlichkeit (u. a. Werke von Eberhard Viegener, Josef Wedewer und Elisabeth Schmitz) und der Kritische Realismus (u. a. Werke von Rissa, Wolfgang Petrick, Hans-Jürgen Diehl, Maina-Miriam Munsky, Lambert Maria Wintersberger, Peter Sorge, Konrad Klapheck, Bruno Goller).
Nach eigenen Angaben beherbergt das Museum zudem die größte Sammlung des deutschen Informel.

## Künstler, deren Werke 1937 als „entartet“ aus der Sammlung beschlagnahmt wurden
Peter August Böckstiegel, Hilde Broer, Ludwig Goebel (1893 – um 1955), Erich Heckel, Hein Heckroth, Hermann Kuhmichel, Irmentrud List-Gersheim, Ewald Mataré, J. Meiser, Karel Niestrath, Richard Paling, Hans Pels-Leusden, Oswald Petersen, Christian Rohlfs, Werner Scholz und Hans Tombrock.

## Wechselausstellungen (Auswahl)
2010
- Fabian Weinecke: Nachtarbeiten
- Sven Drühl, Catalina Pabón, Tanja Rochelmeyer, Jens Wolf: Mixed[5]
- Ania Hardukiewicz: Archivschätze[6]

2011
- Dirk Hupe: Ver-zeichnungen | Leerzeichen

2012
- Charles Wilp: The Power of Images
- Kirsten Krüger: Unwegsame Gelände/rough terrains

2013
- Gustav Deppe: Aufbruch zwischen Abstraktion und Figuration

2014
- Sonja Alhäuser, Anne Amelang, Kristina Berning, Luka Fineisen, Andreas Fischer, Daiga Grantina, Vera Lossau, Jochen Mühlenbrink, Marten Schech, Dirk Stewen: Boesner Art Award 2014

2015
- Christoph Dettmeier: Reise an das Ende der Nacht

2016
- Michael Jäger: Michael Jäger – Whizz Bang
- Befreite Moderne. Kunst in Deutschland 1945 bis 1949

2017
- Friederich Werthmann zum 90. Geburtstag: Stahl. Poesie. Dynamik
- Josef Albers, Bernd Damke, Rupprecht Geiger, Ernst Hermanns, Harald Kahl, Alf Schuler, Susanne Stähli, Günter Stangelmayer, A. D. Trantenroth, Rudolf Vombek: konkret! Form- und Farbbeziehungen in Fläche und Raum

2018
- Alexander Chekmenev, Clemens Botho Goldbach, Olaf Metzel: Vom Auf- und Abstieg (im Rahmen des Projektes „Kunst & Kohle“ der RuhrKunstMuseen)
- Präsentation der Sammlung Gustav Deppe. Ausstellungen auf der Empore
- Stephan Baumkötter, Sebastian Dannenberg, Caroline von Grone, Marta Guisande, Evelina Velkaite, Stefan à Wengen: Möglichkeiten von Malerei
- Die Künstlergruppe „junger westen“ 1947–1962. Ausstellung zum 70. Gründungsjubiläum der Künstlergruppe junger westen

2021
- Anders Normal! Revision einer Sehschwäche

2022
- Alf Schuler. Zusammenhängend

2024
- Metamorphose Graffiti. Ästhetik der Auflehnung